# Scoloplos sagarensis
Scoloplos sagarensis är en ringmaskart som beskrevs av Misra 1999. Scoloplos sagarensis ingår i släktet Scoloplos och familjen Orbiniidae. Inga underarter finns listade i Catalogue of Life.